# گرند فالس، نیوبرانزویک
گرند فالس، نیوبرانزویک (به انگلیسی: Grand Falls, New Brunswick) یک منطقهٔ مسکونی در کانادا است که در نیوبرانزویک واقع شده‌است. گرند فالس ۱۸٫۰۶ کیلومتر مربع مساحت و ۵٬۳۲۶ نفر جمعیت دارد و ۱۶۰ متر بالاتر از سطح دریا واقع شده‌است.

## خواهرخوانده
شهر کولونژ سوق لاتیز خواهرخواندهٔ گرند فالس، نیوبرانزویک هست.